# Середняківська сільська рада
Середняківська сільська рада — колишній орган місцевого самоврядування у Гадяцькому районі Полтавської області з центром у селі Середняки.

## Населені пункти
Сільраді були підпорядковані населені пункти:
- c. Середняки
- с. Ветхалівка
- с. Коновалове